# Distrito de Haiderabad (India)
Hyderabad (en télugu: హైదరాబాదు జిల్లా, en urdu: حيدراباد زيلا‎) es un distrito de India en el estado de Telangana. Código ISO: IN.AP.HY.
Comprende una superficie de 527 km².
El centro administrativo es la ciudad de Hyderabad.

## Demografía
Según censo 2011 contaba con una población total de 4 010 238 habitantes.